# Mario Adinolfo Lucchesi-Palli
Mario Adinolfo Lucchesi Palli, Fürst von Campofranco und Herzog von Grazia (9° Principe di Campofranco, 5° Duca della Grazia) (* 10. März 1840 in Graz; † 4. Februar 1911 in Schloss Brunnsee  bei Eichfeld (Steiermark)) war ein mit den Bourbonen verwandter italienischer Diplomat und 1894 Gründungsmitglied des Internationalen Olympischen Komitees.

## Leben
Der Sohn von Ettore Lucchesi Palli trat entsprechend der Familientradition in den diplomatischen Dienst des Königreichs Italien ein. Im Hauptberuf verwaltete er als ältester Sohn zunächst die Schlösser Brunnsee und Schloss Weinburg am Saßbach, die durch ihre Internationalität gekennzeichnet waren. Als 1894 das IOC in Paris gegründet wurde, war er Vizekonsul in der italienischen Botschaft in Paris. Da Pierre de Coubertin als Gründer etwa die Hälfte Personen von hohem Stand und die Hälfte Sportexperten aus möglichst verschiedenen Staaten haben wollte, war ihm ein polyglotter Prinz gerade recht. Da der zum Gründungskongress eingeladene Italienische Turnverband (Federazione Ginnastica Nazionale) aus Kostengründen nicht anreisen konnte, vertrat Lucchesi-Palli die italienischen Interessen. Er trat auch in das IOC unter der Bedingung ein, dass er bei nächster Gelegenheit einen geeigneten Nachfolger präsentieren dürfe. Dies war mit nur drei Monaten Dauer die kürzeste Mitgliedschaft im IOC, dann präsentierte er Riccardo Carafa della Stadera als seinen Nachfolger. Lucchesi-Palli war Träger des Großen Kreuzes des Malteserordens.